# Fransenschildkröte
Die Fransenschildkröte oder Mata-Mata (Chelus fimbriata) ist eine bis zu 40 Zentimeter große, im Süßwasser lebende Schildkröte. Ihr Verbreitungsgebiet umfasst das nördliche und mittlere Amazonasbecken in Südamerika. Im südlichen Amazonasgebiet ist sie nur disjunkt am Rio Xingu und im nördlichen Grenzgebiet von Bolivien und Brasilien im Bereich der Mündung des Río Beni und des Río Mamoré in den Rio Madeira zu finden.

## Merkmale
Ihr Rückenpanzer (Carapax) ist flach und dunkelbraun. Die einzelnen Schilde des Rückenpanzers sind pyramidenförmig aufgewölbt mit einer nach hinten gerichteten Spitze. Alle Rückenpanzerschilde zusammen bilden dadurch drei höckrige Längskiele. Jeder einzelne Schild wird durch strahlenförmige Radiärfurchen gemustert. Die Schilde des vorderen Randes sind leicht nach oben gebogen. Der Brustpanzer (Plastron) ist verhältnismäßig klein, von gelblicher bis bräunlicher Farbe und zeigt eine dunkle Strahlenzeichnung.

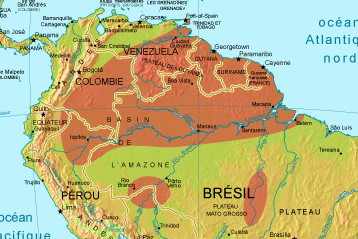
Rot das Verbreitungsgebiet der Fransenschildkröten

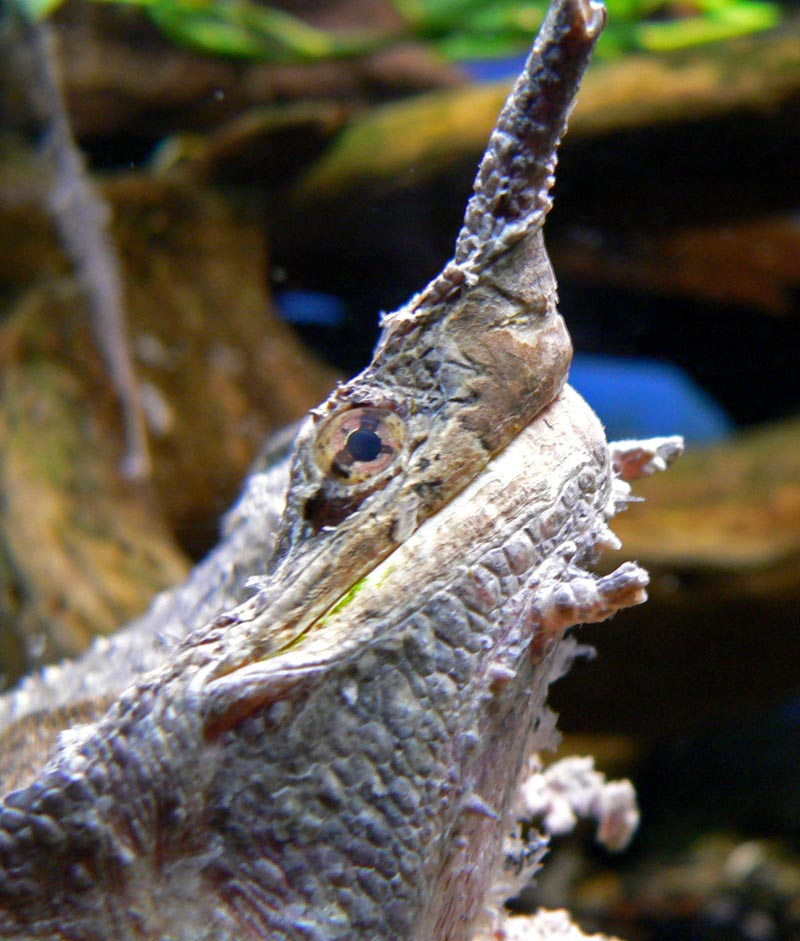
Kopfansicht mit erkennbaren „Fransen“

Der Kopf der Fransenschildkröte ist bräunlich und auf der Oberseite völlig flach. Von oben gesehen ist der in einem dünnen, schnorchelartigen Rüssel an der Spitze endende Kopf dreieckig, was durch seitlich abstehende fransige Hautlappen noch verstärkt wird. Die Augen sind winzig und sitzen weit vorne am Rand des Kopfes. An der Kopfunterseite sowie der Unterseite des Halses befinden sich fransenartige Hautlappen, die der Schildkröte den deutschen Trivialnamen einbrachten. Zusammen haben Kopf und Hals fast die Länge des Rückenpanzers. Der Schwanz hingegen ist sehr kurz. Die Gliedmaßen sind kurz und plump. Zwischen den Zehen der bräunlich gefärbten Beine befinden sich Schwimmhäute. Die Vorderbeine enden in fünf, die Hinterbeine in vier scharfen Krallen. Jungtiere sind rötlich gefärbt mit dunklen Streifen, ihr Rückenpanzer ist rötlich-hellbraun. Die Fransenschildkröte wird 40 Zentimeter lang. Insgesamt verleihen ihr ihre Proportionen ein ungewöhnliches Äußeres. Durch die Hautlappen verschwimmt sie optisch mit der Umgebung und ist so gut getarnt.

## Lebensweise
Die Fransenschildkröte bewohnt langsam fließende Flüsse und Bäche, Teiche und Seen mit schlammigem Boden. Dort lauert sie in den Schlamm eingegraben auf vorbeischwimmende Beute, die vor allem aus Fischen besteht. Die Beute wird durch plötzliches Öffnen des sehr großen Mauls eingesaugt und die Fische im ganzen verschluckt. Offenbar löst die silberne Farbe an den Flanken und Bäuchen vieler Fische den Schnappreflex aus, denn in Gefangenschaft gehaltene Fransenschildkröten verschluckten auch frei treibende Quecksilberthermometer, niemals jedoch solche, bei denen rot gefärbtes Ethanol als thermometrische Flüssigkeit diente.
Fransenschildkröten sind sehr gefräßig. Bei einem in Gefangenschaft gehaltenen 30 Zentimeter langen Tier wurde beobachtet, dass es fünf bis sechs Fische von acht bis zehn Zentimetern Länge hintereinander fraß. Sie können allerdings auch mehrere Tage ohne Nahrung auskommen.

## Systematik
Die Fransenschildkröte wurde im Jahr 1783 durch den deutschen Naturwissenschaftler Johann Gottlob Theaenus Schneider unter der Bezeichnung Testudo fimbriata erstmals wissenschaftlich beschrieben. Im Jahr 1806 führte der französische Zoologe André Marie Constant Duméril die Gattung Chelus für die Fransenschildkröte ein, die mehr als 200 Jahre lang monotypisch geblieben ist. Da sich die Populationen der Fransenschildkröte in den Stromgebieten von Orinoko, Rio Negro und Essequibo genetisch und morphologisch jedoch stark von den im Amazonasbecken heimischen Fransenschildkröten unterscheiden, wurde im April 2020 eine weitere Fransenschildkrötenart beschrieben. Die evolutionäre Trennung von Chelus fimbriata und Chelus orinocensis erfolgte wahrscheinlich vor etwa 12,7 Millionen Jahren im späten Miozän. Chelus orinocensis unterscheidet sich von Chelus fimbriata durch einen mehr ovalen Panzer (leicht rechteckig bei C. fimbriata) und eine hellere Färbung. Vor allem der Bauchpanzer ist bei Chelus orinocensis hellgelb und weitgehend unpigmentiert, während der Bauchpanzer von Chelus fimbriata dunkel ist.